# Diederik Johannes Korteweg

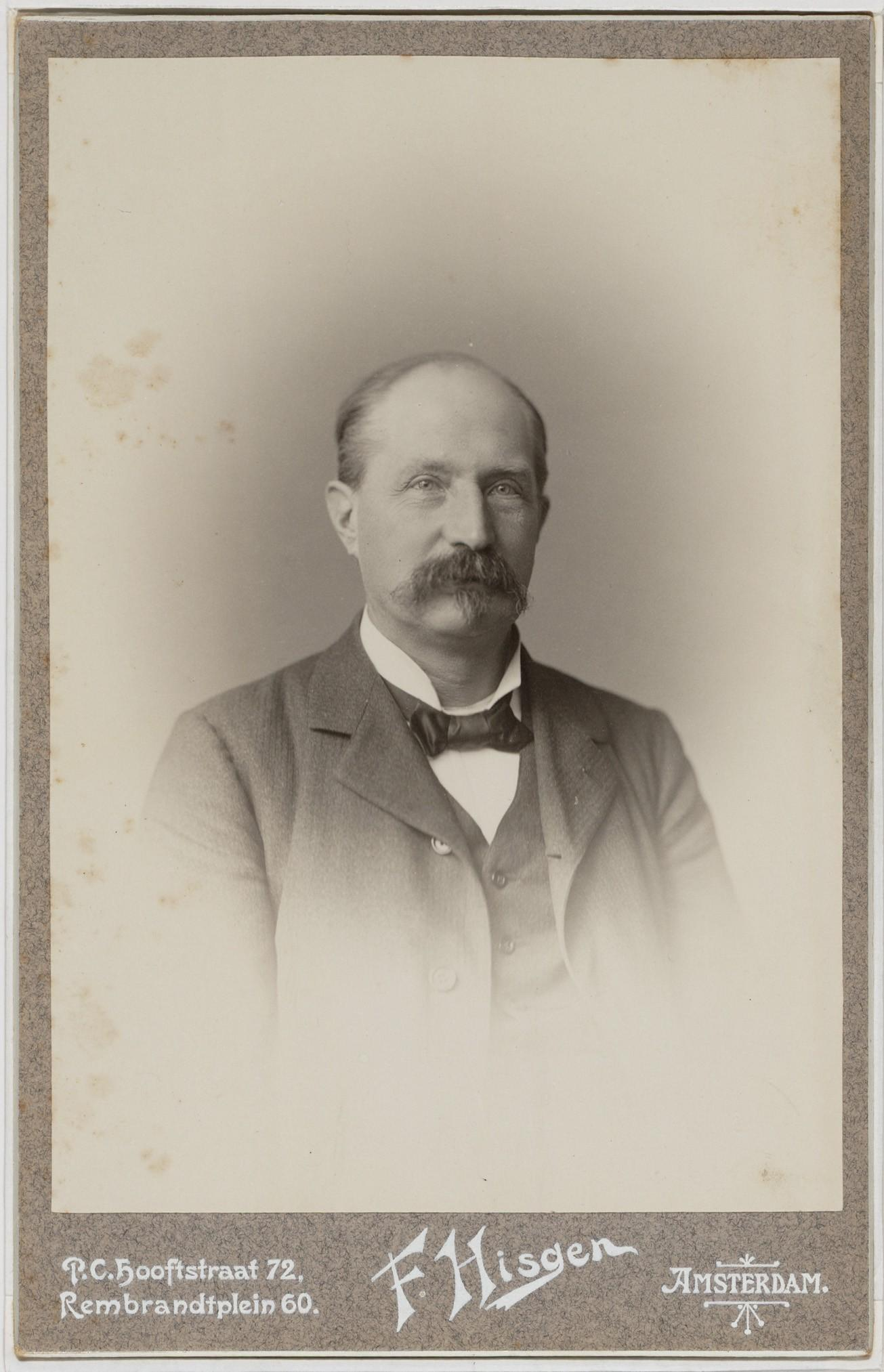
D.J. Korteweg door Friedrich Carel Hisgen

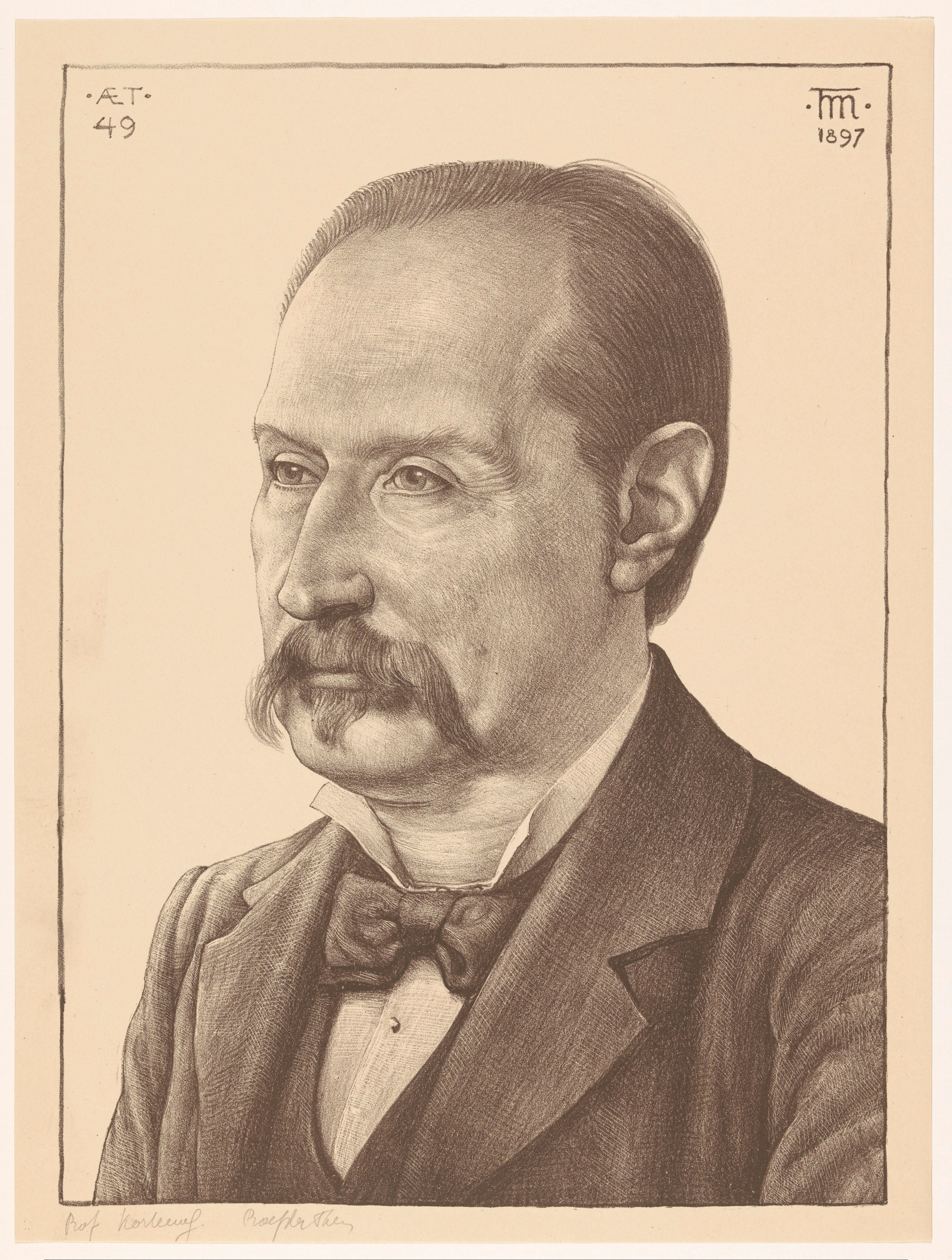
Diederik Johannes Korteweg in een lithografie gemaakt door Theo Molkenboer

Diederik Johannes Korteweg ('s-Hertogenbosch, 31 maart 1848 - Amsterdam, 10 mei 1941) was een Nederlands wiskundige.
Zijn werk richtte zich vooral op de toegepaste wiskunde: problemen uit de mechanica, maar ook de thermodynamica. Samen met zijn student Gustav de Vries ontwikkelde hij in 1895 een niet-lineaire partiële differentiaalvergelijking die gebruikt kan worden bij de beschrijving van golven in nauwe kanalen. Deze vergelijking zou later bekend worden als de Korteweg-De Vries-vergelijking, en zou decennia later in de belangstelling komen als model voor solitonen ('solitaire golven'). Ook bezorgde Korteweg een uitgave van de verzamelde werken van Christiaan Huygens.
Mede naar hem is ook de Moens-Kortewegvergelijking genoemd.
Korteweg studeerde van 1865 tot 1869 aan de Polytechnische School te Delft en behaalde de M.O.-aktes Wiskunde. Vervolgens gaf hij wiskundeles op middelbare scholen in Tilburg en Breda. In 1876 werd hij toegelaten tot de Universiteit van Utrecht. Na zijn kandidaatsexamen in 1877 ging hij afstuderen aan de nieuwe Universiteit van Amsterdam, waar hij op 12 juli 1878 als eerste promoveerde, als promovendus van J.D. van der Waals. Hij was van 1881 tot 1918 hoogleraar aan deze universiteit. Zijn wetenschappelijke verdiensten werden in 1881 erkend met het lidmaatschap van de Koninklijke Nederlandse Akademie van Wetenschappen. In 1932 verleende de Universiteit van Amsterdam hem een eredoctoraat. In 1907 promoveerde Bertus Brouwer bij hem (cum laude). Die zou zich ontwikkelen tot de grondlegger van de intuïtionistische wiskunde en daarmee tot een hoofdrolspeler in het debat over de grondslagen van de wiskunde.
Korteweg was een zoon van Adrianus Johannis Korteweg (1820-1888), rechter, en Cornelia Margareta Holster (1823-1910). Hij trouwde op 25 juli 1878 met de in Groningen geboren Wibbina Maria barones d'Aulnis de Bourouill (1853-1932), dochter van de burgemeester en procureur-generaal Jan Carel Ferdinand d'Aulnis de Bourouill.
De planetoïde 9685 Korteweg is naar hem vernoemd.

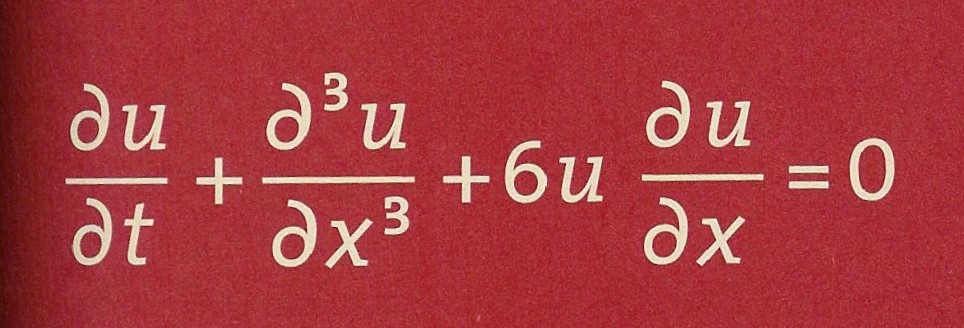
Korteweg-De Vries-vergelijking voor solitonen.